# 中国唱片集团

中国唱片集团有限公司（原名中国唱片总公司）是中國大陸歷史最悠久且最大的国家级音像出版集团，是第一家加入国际唱片业协会（IFPI）和国际音像档案协会（IASA）的中国音像出版机构。
前身為1917年創立的大中華唱片廠，1949年解放軍軍管會接管，隔年改名人民唱片廠，1958年成立中國唱片社。1982年合併中國唱片社、中國唱片廠、中國唱片發行公司為中國唱片總公司，2017年更名為中國唱片集團有限公司。下有中国戏剧出版社。